# Histoire de Saint-Georges-de-Didonne

Armes actuelles de la ville de Saint-Georges-de-Didonne.

L’histoire de Saint-Georges-de-Didonne, cité résidentielle de la proche banlieue de Royan, en Charente-Maritime (région Nouvelle-Aquitaine), est connue grâce à des prospections archéologiques et des sources documentaires. Ancien fief de la Maison de Didonne, puissants seigneurs saintongeais qui portèrent au Moyen Âge le titre de « Princeps » (Princes), cette cité du Sud-Ouest de la France fut tour à tour le siège d'une forteresse relevant du duché d'Aquitaine, un faubourg de pêcheurs et de pilotes-lamaneurs travaillé par la Réforme protestante, puis une importante station balnéaire à partir des XIXe siècle et XXe siècle.

## Préhistoire et Antiquité
Les premières traces d’occupation humaine sont très anciennes, comme en témoignent les vestiges d’un camp fortifié daté du Peu-Richardien (Néolithique tardif, il y a environ 5000 ans) de Boube, au nord de la commune. Caractéristique de cette civilisation, il occupait un site stratégique en surplomb des marais de Belmont (formant alors un vaste golfe marin) et comprenait une série de fossés, des portes fortifiées « en pinces de crabe » et une enceinte, à l’image des camps voisins de Semussac, de Cozes, de Meursac ou de Barzan. Un peu plus tard, les Ligures s’implantent dans la région et fondent un comptoir à Meschers. 
Vers le VIIe siècle avant J.C., une peuplade celtique fait son apparition dans la région et se mêle aux populations locales : les Santons, ancêtres des Saintongeais. En – 56, ces derniers sont soumis par les armées de Publius Crassus, légat de Jules César, au cours de la Guerre des Gaules. Des traces de villæ datant de la période gallo-romaine ont été relevées au XIXe siècle au niveau de la pointe de Suzac (fondations, briques, pièces de monnaie) et à Vallières, lors d’un effondrement partiel de la falaise en 1840 (fragments de mosaïques, briques). Les vestiges collectés indiquent une occupation au moins jusqu’au IIIe siècle de notre ère.

## Moyen Âge
Au cours du Moyen Âge, l’habitat se développe autour de deux pôles urbains distincts, regroupés au sein d’une même paroisse. En bord de mer, le bourg de Saint-Georges s’organise autour de son prieuré clunisien, dépendance de Saint-Eutrope de Saintes, mentionné dès 1075 (« monasterium sancti Georgii juxta Castrum Didonium ») dans une bulle du pape Grégoire VII, et de sa petite église romane, qui sert de halte aux pèlerins en route vers Saint-Jacques de Compostelle à partir du XIe siècle ou du XIIe siècle, lorsque le pèlerinage vers le tombeau de l’apôtre devient populaire. Aux alentours, les habitants cultivent la vigne, notamment à la pointe de Vallières, et le blé, qui alimente quelques moulins à vent perchés sur les coteaux les mieux exposés, servant sans doute, ici comme ailleurs, d’amers pour la navigation. Un peu en marge du littoral, sur une hauteur surplombant un petit bras de mer (actuels marais de Chenaumoine et de la Briqueterie) servant de havre naturel, le bourg de Didonne s’articule autour d’un puissant château-fort, ou « châta ». Son existence est attestée dès 1047 dans un acte de l’abbaye de la Trinité de Vendôme, ainsi que le nom de son propriétaire, Pierre de Didonne : « Ego Petrus, Dei clementia Didonensis castri dominus » (Moi Pierre, par la grâce de Dieu seigneur du château de Didonne). Il est le fief des seigneurs de la Maison de Didonne, dont l’influence demeure longtemps très grande en Saintonge maritime : portant le titre de « princeps » (prince de Didonne), ils ont ainsi autorité non seulement sur ce qui deviendra la commune de Saint-Georges-de-Didonne, mais aussi sur Royan, Arvert, Montendre, Rioux ou Tonnay-Charente, pour ne citer que les principales localités. Ils doivent leur prospérité à la collecte de taxes, pratique avérée dès le haut Moyen Âge et codifiée au XIIIe siècle sous le nom de Costuma de Roian (« coutume de Royan », en occitan), prélevées sur les navires voulant remonter l’estuaire jusqu’aux ports de Bordeaux ou de Libourne. 

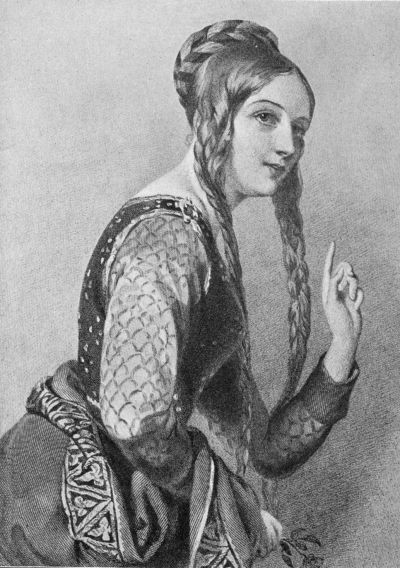
Aliénor d'Aquitaine fait passer la puissante seigneurie de Didonne et toute l'Aquitaine dans l'Empire Plantagenêt.

En 1137, une jeune fille de quinze ans va marquer durablement l’histoire du duché d’Aquitaine, dont Saint-Georges et Didonne font partie. Aliénor d’Aquitaine, en épousant l’héritier de la couronne de France, le futur Louis VII, amène en dot sa riche province, qui consolide le domaine royal français. Le mariage se solde par un divorce en 1152, suivi de peu par de nouvelles noces avec le comte d’Anjou Henri Plantagenêt. Quand ce dernier devient roi d’Angleterre deux ans plus tard, en 1154, l’Aquitaine entre dans un vaste domaine sous influence anglaise allant des marches de l’Écosse aux contreforts des Pyrénées : l’Empire Plantagenêt. En 1313, Pierre de la Brosse, seigneur de Didonne, cède son domaine à Arnaud Bernard II de Preissac, « Soudan de La Trau ». Le déclenchement de la guerre de Cent Ans en 1337 relance des hostilités qui n’ont pas vraiment cessé depuis la mort de la duchesse Aliénor en 1204 et plusieurs campagnes militaires françaises contre l’Aquitaine. Arnaud Bernard III de Preissac (fils du précédent), également « Soudan de La Trau », obéit dans un premier temps au roi de France, qui s’est rendu maître de sa châtellenie, mais finit par se ranger sous la bannière du roi-duc Édouard III en 1347, entraînant avec lui ses principaux hommes-liges. La grande épidémie de peste noire entraîne la promesse d’une trêve de sept ans, mais dès 1350, les hostilités reprennent. Le château est alors assiégé par Foulques de Matha au nom du roi de France, lequel s’en empare au bout de quelques mois. 
En 1355, Édouard de Woodstock – plus communément appelé « Prince noir » – est nommé lieutenant royal par son père. En 1362, il est fait Prince d’Aquitaine, et propulsé à la tête d’un territoire sinon formellement indépendant, du moins doté de larges prérogatives, dont celui de battre monnaie. Il s’emploie à poursuivre la modernisation des défenses des côtes de Royan et de Didonne et fait édifier un phare moderne sur un îlot au large de l’estuaire, ancêtre du phare de Cordouan. Jusqu’à la fin des hostilités, le château de Didonne change de mains à plusieurs reprises, et est finalement attribué par lettres patentes par le roi Charles VII à l’amiral Prégent de Coëtivy, puis à sa mort sans postérité en 1450 à son frère, le chambellan et fidèle lieutenant du roi Olivier de Coëtivy, également sénéchal de Guyenne. La même année, Montguyon tombe : la Saintonge repasse entièrement, et définitivement, aux mains des Français. Deux ans plus tard, à l’issue de la bataille de Castillon, l’Aquitaine tout entière est soumise. Plus qu’un château, qui sort terriblement ruiné de ces funestes événements au point d’être abandonné peu après, Olivier de Coëtivy hérite d’une charge et des bénéfices des taxes sur la Gironde.

## Renaissance et Temps modernes
En 1501, la seigneurie de Didonne passe à Charles de La Trémoille par son mariage avec Louise de Coëtivy. Au cours des décennies qui suivent, la région, dont les ports accueillent des marchands de toute l’Europe (ainsi de Royan ou de Ribérou, à Saujon) s’ouvre aux idées nouvelles, notamment en matière religieuse. Bien vite, le mouvement de Réforme gagne une partie de la population à sa cause : en quelques années, la presqu'île d'Arvert devient un fief protestant. Aux questions théologiques s’ajoutent des questions économiques et un état d’esprit farouchement indépendant, volontiers rebelle. Ce trait de caractère prend tout son sens lorsque le roi François Ier, pourtant originaire de la région puisque né à Cognac, décide de réformer la fiscalité locale en 1541. La Saintonge, grande productrice d’un sel renommé dans toute l’Europe, bénéficie jusque là d’un régime spécial : ainsi, elle ne paye pas la gabelle, le très impopulaire impôt sur le sel, mais le quart-sel, correspondant au quart des ventes (soit trois fois moins que les provinces placées sous le régime de la gabelle). 

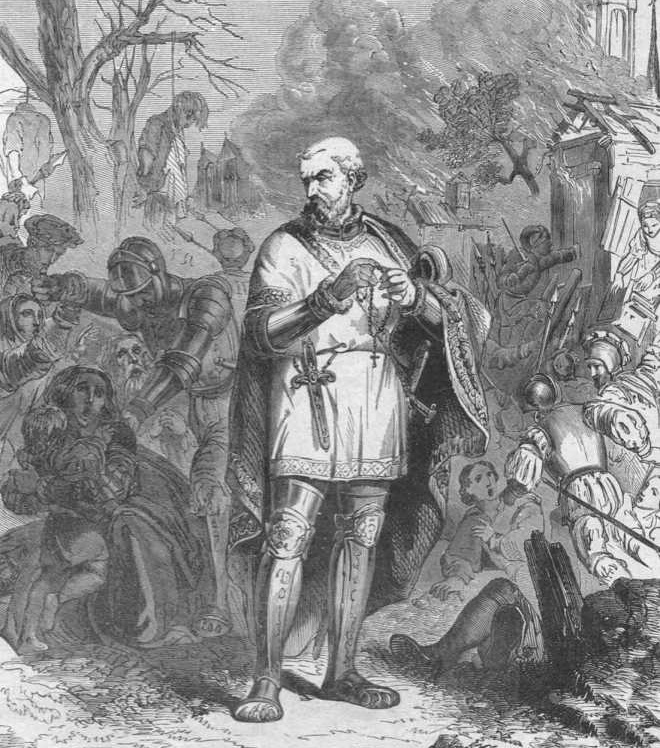
Anne de Montmorency est chargé par le roi de réprimer la révolte des Pitauds, qui secoue la région en 1548.

Lorsque le roi annonce son intention de revenir sur ce particularisme, la province se soulève : des échauffourées éclatent en 1546, suivies à partir de 1548 d’un véritable mouvement insurrectionnel, la jacquerie des Pitauds. Arborant une croix rouge sur leurs vêtements (symbole de l’ancienne Aquitaine anglaise) et au cri de « Vive Guyenne ! » (au lieu de « Vive France ! »), ils massacrent les gabeleurs et brûlent les greniers à sel. Le mouvement est finalement réprimé par le connétable Anne de Montmorency, qui, à la tête de ses chevau-légers et de ses lansquenets allemands, vient à bout de la résistance des populations au prix de véritables massacres. Il faut, dit-il, « pour rétablir l'obéissance dans les contrées révoltées, exterminer jusqu'au dernier de leurs habitants et les remplacer par de nouvelles familles ». Comme d'autres paroisses des environs (Royan, Médis, Semussac, Dercie, Saujon...), Saint-Georges doit livrer les cloches de ses églises, coupables d'avoir sonné le tocsin et appelé à la révolte, ainsi que les armes et pièces d'artilleries. Cependant, le roi Henri II fait machine arrière et la gabelle est supprimée en Saintonge en 1549. 
Sur le plan religieux, les vexations dont sont victimes les protestants, « mal sentants de la foi », les persécutions occasionnelles des pasteurs de la région, dont certains sont tout simplement exécutés (Nicole Maurel, brûlé vif à Saintes en 1546, René Macé, supplicié à Libourne la même année) créent une ambiance de plus en plus délétère, qui annonce des temps bien sombres.  
La tension entre communautés catholiques et protestantes culmine au moment des Guerres de Religion. L’église est en partie détruite et les terres du prieuré sont saisies au profit de chefs protestants. Un accord est finalement conclu avec le prieur, qui accepte d’aliéner une partie de son temporel. Deux seigneuries émergent à la suite de cette « redistribution des cartes » : Boube (1571) et Lussinet (1595), la seconde au profit d’un gentilhomme médocain, Corberan Dahons. 
En 1622, lors du siège de Royan par Louis XIII, Saint-Georges et la paroisse voisine de Meschers, fiefs huguenots, sont pillés par l’armée royale venue mettre au pas les rebelles. Joachine du Breuil, plus connue sous le nom de « Dame de Théon » (du nom de son domaine, situé à Arces), se distingue par sa cruauté vis-à-vis des protestants à qui elle reproche la mort de son frère lors du siège. Elle en condamne « sept à huit vingt » (cent quarante à cent soixante) à « estre roués et les aultres pendus », faisant par ailleurs « périr de faim, ez deux paroisses... plus de cinq à six cents âmes » à Saint-Georges et Meschers. La révocation de l’Édit de Nantes par Louis XIV en 1685 (Édit de Fontainebleau) ouvre une nouvelle période de persécutions pour ceux que l’on appelle désormais les « religionnaires » ou ceux de la « religion prétendue réformée » dont un certain nombre cherche à gagner des horizons plus sûrs, vers les « pays du Refuge » : Angleterre, Pays-Bas, Prusse, Amérique anglaise ou Afrique du Sud… Les autres entrent dans la clandestinité, célébrant leur culte dans des granges, des maisons particulières, ou encore en plein air, dans les marais de Chenaumoine ou la forêt de Suzac, loin du regard des autorités : c’est le temps dit de l' « Église du désert ».

## Les Lumières et la Révolution
En 1713, la baronnie de Didonne est achetée par Jean-Charles de Sénectère, marquis de Pisany, futur gouverneur de Saintonge et maréchal de France. Après avoir fait raser les derniers vestiges du château féodal, il transfère son siège dans son château de La Touche, à Semussac : ce dernier est depuis lors connu sous le nom de château de Didonne. Homme des Lumières, il se distingue par sa tolérance vis-à-vis des protestants, lesquels organisent leur communauté sous la houlette du pasteur Louis Gibert à partir de 1752, puis de Jean Jarousseau à partir de 1761. La maison dans laquelle il officie existe encore (8, rue du Pasteur Jarousseau). Si ses fonctions de gouverneur de Saintonge l’obligent à tout mettre en œuvre pour arrêter les « fauteurs de troubles » protestants, et à surveiller de très près le pasteur Jarousseau, le maréchal de Sénectère prend grand soin de faire battre le tambour avant de faire intervenir la maréchaussée. Un temple (discret) est établi en 1770 à mi-chemin de Saint-Georges et de Didonne. Quant au pasteur Jarousseau, il reste une figure importante de la commune jusqu’à son décès en 1819. Le maréchal entreprend de grands travaux d’assainissement des marais environnants, vecteurs de terribles épidémies de choléra et de paludisme, ordonne la canalisation du riveau de Boube et le creusement de fossés dans les marais de Chenaumoine, sur le modèle de ce qui avait été réalisé dans les marais de Saint-Augustin. 

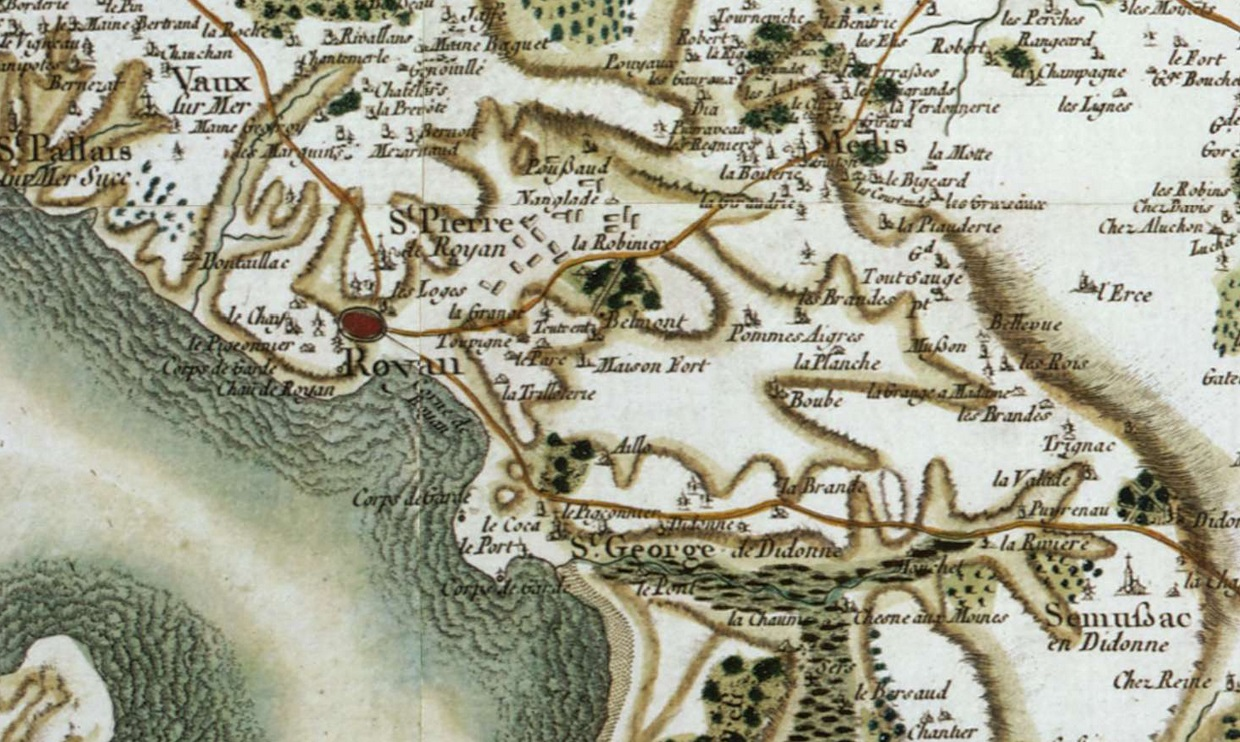
Extrait de la carte de Cassini montrant la région de Saint-Georges-de-Didonne au XVIIIe siècle.

Le XVIIIe siècle est aussi l’âge d’or des pilotes « lamaneurs », dont les principales missions sont de guider les navires empruntant l’estuaire « hors des brisants, des sables et des rochers » et de venir en aide aux bâtiments en difficulté. D’abord établis principalement à Saint-Palais, ils doivent se replier sur Saint-Georges en 1727 suite à l’ensablement et à l’abandon du port du Rhâ à cause des mouvements de dune sur la Grande-Côte. Cette activité vaut au port de nombreuses attentions et améliorations jusqu’au début du XXe siècle : reconstruction de la jetée en 1841,  construction d’un petit phare en 1860, prolongation de la digue en 1899, édification du phare de Vallières en 1901, dont le faisceau croise alors celui du phare des Lapins, en forêt de Suzac (détruit en 1944)… Elle ne cesse qu’en 1921, lors du transfert de la station de pilotage au Verdon et à Pauillac, sur l’autre rive de l’estuaire. En complément de cette activité, nombre de lamaneurs, comme la grande majorité des habitants de l’époque, sont aussi paysans et pêcheurs. La Gironde, en effet, fournit à ces hommes sardines (les célèbres « royans »), plies, soles, rougets ou maigres, sans oublier les salicots (crevettes roses), moules ou huîtres sauvages. Les marsouins, qui pullulent, sont généralement épargnés, mais les cistudes, connues sous le nom de « rats d’eau », ramassées dans les marais environnant, sont alors un mets de choix, fort prisé des nobles et des riches bourgeois.
La mauvaise gestion des deniers publics et la crise économique consécutive, entre autres, aux coûteuses guerres d’Amérique, trouvent leur répercussion dans la région, déjà gouvernée de manière archaïque comme de nombreuses autres provinces françaises. Les divisions administratives se superposent sans logique apparente, et d’une paroisse à l’autre, les poids, les mesures et la fiscalité peuvent varier sensiblement. L’impôt sur le sel, par exemple, est calculé différemment à Saint-Georges, paroisse redimée où on ne paye « que » 7 à 8 livres par muid (au lieu des 60 muids normalement exigés) et à Étaules, paroisse franche où le muid n’est qu’à 1 à 2 livres « seulement » ; autant de spécificités qui entravent le commerce et favorisent la contrebande. Les privilèges et les injustices du quotidien passent de plus en plus mal. Les aléas du climat constituent un facteur aggravant : l’hiver 1788 est marqué localement par des températures sibériennes (-20 degrés) et la disette s’installe. À Paris et dans quelques villes du royaume, les événements s’accélèrent, et conduisent à la Révolution. 
La paroisse de Saint-Georges est érigée en commune, dépendant du canton de Saujon et du district de Saintes, dans le nouveau département de Charente-Inférieure. En 1793, quand la Révolution prend un ton violemment anticlérical, la commune doit changer de nom, afin de gommer toute référence aux « momeries presbytérales », suivant le mot de Joseph Lequinio, représentant en mission de la Convention dans le département. Elle prend ainsi le nom de « Cana », jugé plus conforme aux nouvelles valeurs. La proclamation de l’Empire quelques années plus tard ouvre une nouvelle période de conflit, et de nombreux navires anglais tentent des incursions en Gironde. Un fort de douze pièces est édifié à Suzac, formant un des maillons d’une ceinture fortifiée protégeant l’embouchure du fleuve (forts du Chay, de Terre-Nègre, de La Coubre...). Après des années de guerre, les armées britanniques entament leur marche depuis l’Espagne et remontent vers le nord. Elles sont à Cozes lorsqu’est connue l’abdication de Napoléon, qui n’empêche pas les Britanniques de se ruer sur les batteries françaises protégeant la Gironde. Près de 800 soldats débarquent au fort de Suzac et le détruisent de fond en comble ; d’autres font de même au fort du Chay, à Royan, et à celui de Terre-Nègre, à Saint-Palais, qu’ils incendient. Les troupes anglaises cantonnent pendant dix jours avant d’évacuer la région… L’épopée napoléonienne, pourtant, n’est pas encore achevée et pendant les Cent jours, le fort de Suzac est relevé. Waterloo marque un coup d’arrêt définitif et au mois de juillet, les troupes anglaises du contre-amiral Henry Wotham occupent Suzac et le démantèlent.

## Les bains de mer
La grande mode des bains de mer, importée d’Angleterre, change radicalement le visage de la région dans le courant du XIXe siècle. De plus en plus de curistes, bourgeois ou notables séduits par les vertus thérapeutiques de l’eau de mer (hydrothérapie) et du climat doux de la Saintonge maritime, réputé pour sa salubrité, prennent l’habitude de venir « prendre les eaux » à Royan. 

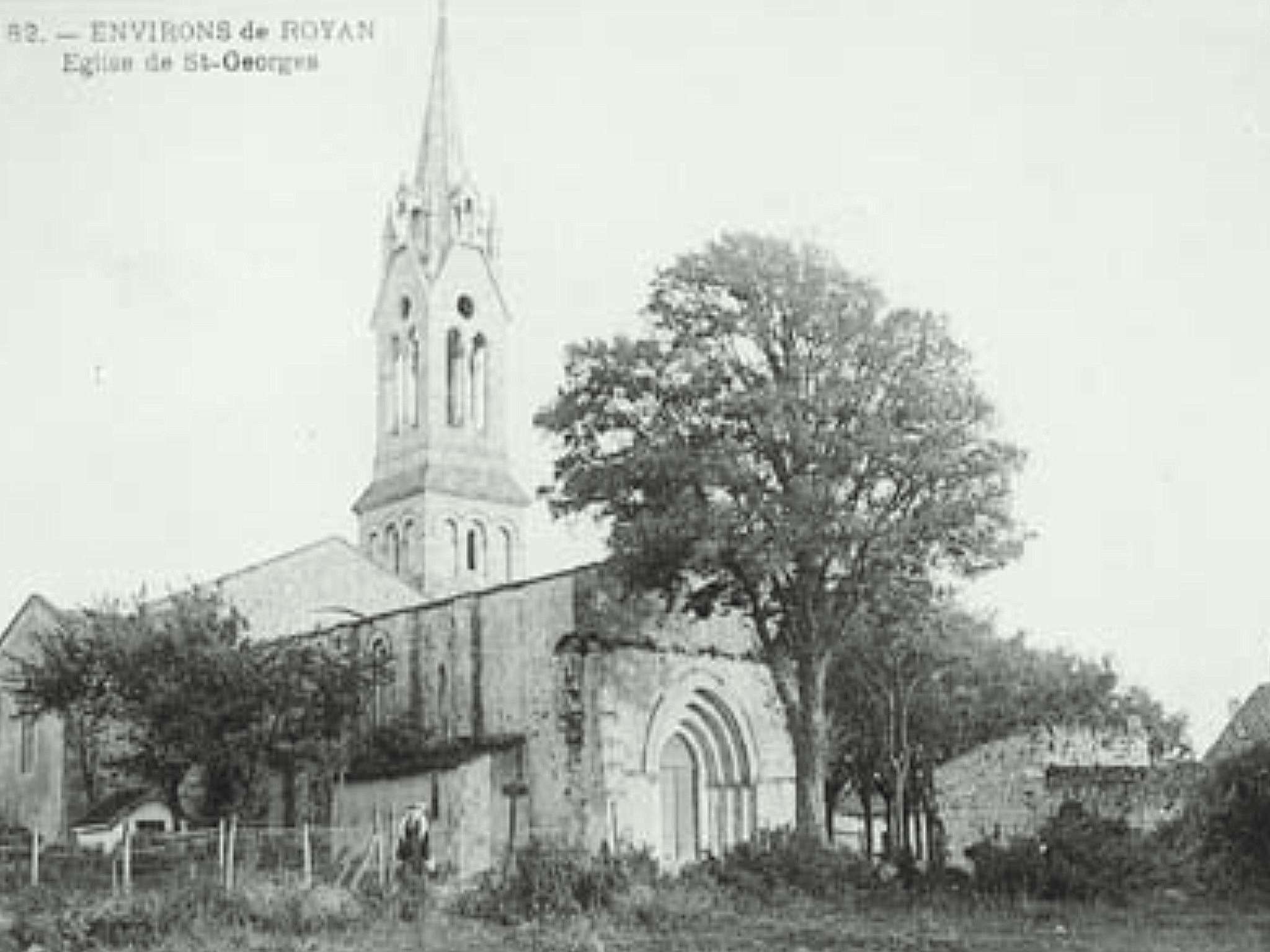
L'église Saint-Georges et le champ de foire (actuelle place de Verdun) en 1902.

Dans la deuxième moitié du siècle, Saint-Georges, d’abord restée en marge du fourmillement urbain et des mondanités royannaises du fait de la présence d’un cordon dunaire difficilement franchissable et de mauvais chemins, commence à intéresser ceux qui recherchent un peu plus de calme et d’authenticité. Eugène Pelletan, enfant du pays, contribue largement à faire connaître le village à des investisseurs, qui ne tardent pas à y faire bâtir des villas cossues. La cité accueille également l'historien Jules Michelet, qui y écrit son roman « La Mer ». 
Sous l’action d’édiles ambitieux (Jean-Baptiste Dusser de 1841 à 1864, Simon-Eugène Pelletan de 1881 à 1920, André Maudet de 1929 à 1934), le bourg se dote d’équipements modernes. Le cimetière entourant l’église est déplacé en 1839 au profit du nouveau cimetière des Bois. L’espace ainsi retrouvé est aménagé en champ de foire. Le front de mer commence à être aménagé vers 1875 (promenade du Trier). De nombreuses maisons sont alignées et les principales rues sont baptisées en 1892. Les dunes entre Royan et Saint-Georges sont progressivement loties et plantées de pins maritimes (bois de Vallières), ce qui permet de les fixer : ainsi naît le quartier du Parc. Le procédé est repris entre Saint-Georges et Suzac, donnant naissance à la forêt de Suzac telle qu'on la connaît de nos jours. Les voies de communication sont améliorées, entre Royan et Saint-Georges, avec non seulement le percement de nouvelles routes, mais aussi l’arrivée du tramway royannais en 1891 (ligne Pontaillac-Saint-Georges-Centre). Les routes conduisant à Meschers, Médis et Saujon bénéficient également d’attentions particulières, afin de désenclaver la commune. Une ligne téléphonique est installée à la Poste en 1889 et les premiers lampadaires électriques sont mis en service en 1912.

## Les Guerres mondiales
La Première Guerre mondiale a des répercussions directes sur la commune. Vingt soldats saint-georgeais tombent « au champ d’honneur » au cours des différentes offensives dans le nord et l’est de la France ; beaucoup d’autres reviennent affligés de blessures ou de mutilations. Plusieurs bâtiments sont réquisitionnés afin de servir d’hôpitaux ou de maisons de convalescence pour les « Poilus ».

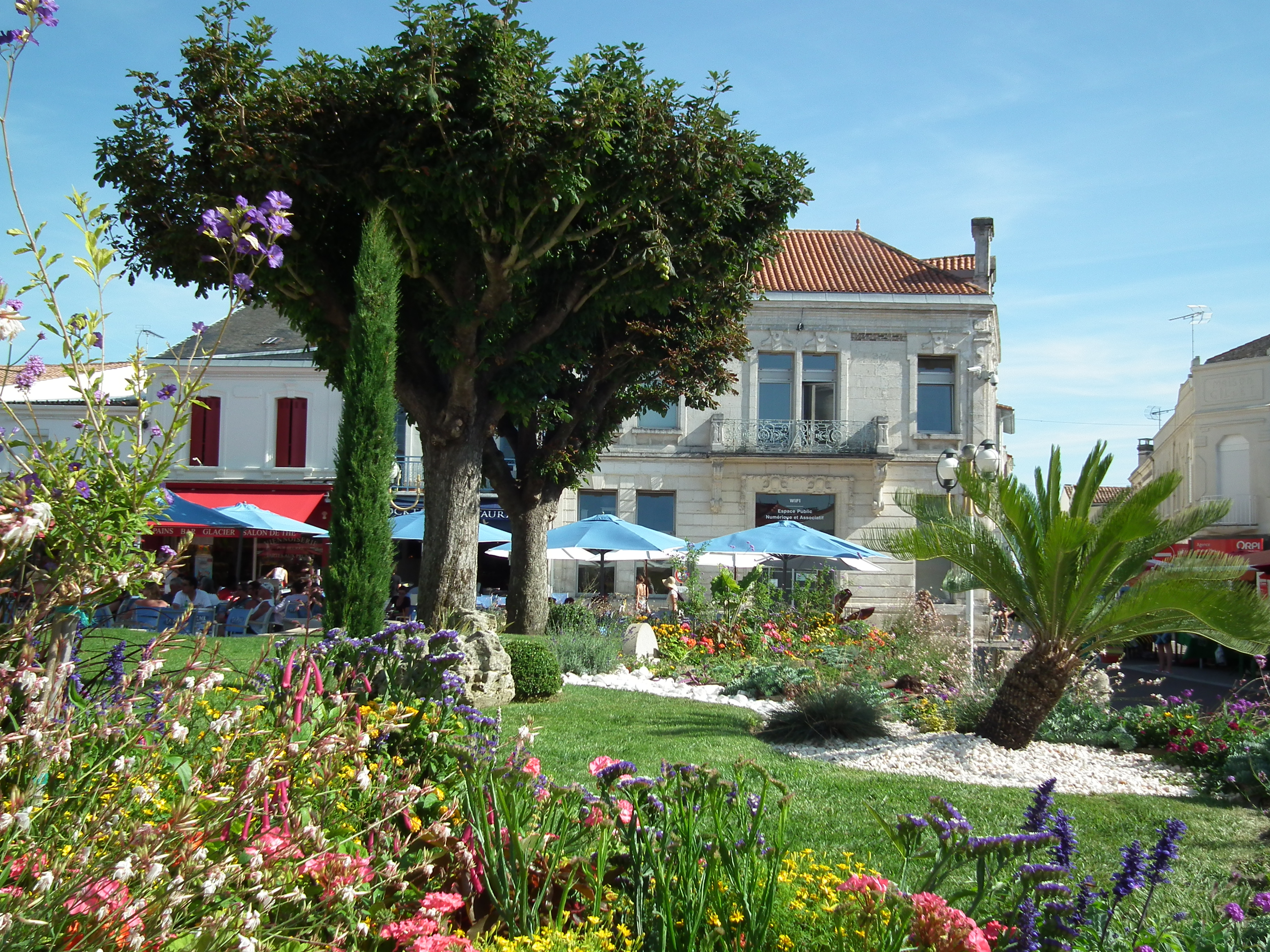
La place de Verdun (ex-Champ de Foire) a succédé à l'ancien cimetière paroissial. Elle rappelle le souvenir de la bataille de Verdun.

Le développement de la commune se poursuit après-guerre avec l’arrivée de l’eau courante, de l’électricité et du gaz au cours de la période 1928-1929, et le goudronnement des rues en 1934. Dans le même temps, le presbytère est démoli afin de créer une esplanade autour de l’église : la place de Verdun, dont le nom est un hommage aux combattants de la bataille de Verdun, et un premier marché couvert est inauguré en 1923. Les loisirs ne sont pas oubliés et aux arènes construites en 1902 dans le quartier de Vallières, où sont organisées des corridas avec mise à mort et des courses landaises pendant l’été, succèdent bars, restaurants, glaciers et cabarets. Des hôtels luxueux sont bâtis (Grand Hôtel de l’Océan en centre-ville, Hôtel Océanic à Vallières…). Le café des Bains, véritable institution, est construit en 1936 sur le front de mer – le bâtiment actuel a été reconstruit dans les années 1950 – au moment où les premiers congés payés bouleversent les habitudes : désormais, toutes les catégories de la population peuvent goûter aux plaisirs des vacances à la mer.
La Seconde Guerre mondiale met brutalement un frein aux plaisirs balnéaires. Le 24 juin 1940, à l’issue de la désastreuse campagne de France, deux détachements de la « Heer » (armée de terre) de la 44e division de la Wehrmacht prennent possession de la ville. La kommandantur est installée dans la villa « Le Rafale », sur le boulevard Garnier (aujourd’hui, boulevard De-Lattre-de-Tassigny). L’hôtel Océanic est réquisitionné et devient un hôpital militaire. Un croiseur cuirassé, le Condé, arraisonné en rade du Verdon, est remorqué au large de Suzac, entre Saint-Georges et Meschers, et utilisé comme cible d’entraînement par les bombardiers de la Luftwaffe (ce qu’il reste de son épave est toujours signalé par une bouée).
Du fait de sa position stratégique en aval du port de Bordeaux, Royan est rapidement nommée siège de l’État-Major de la Kriegsmarine pour le golfe de Gascogne (Seeko-Gascogne). La sécurisation de son port et de sa baie sont donc un objectif prioritaire pour les occupants. Les premiers travaux du célèbre « mur de l’Atlantique » voulu par Hitler afin d’éviter un débarquement allié débutent au mois de décembre 1941 sous la supervision de l’oberstleutnant Humbert et de l’oberst Schultz, respectivement à la tête du Pio.Btl 327 et du Fest.Pio.Stab.28, et le concours de l’oberbauleitung Paula de l’organisation Todt. Le fort de Suzac, entièrement modernisé, devient un des verrous de l’estuaire de la Gironde. Enregistré sous le code S 30 HKAA 5/746 Köln, il est doté de quatre canons de 105 K 331 « Schneider » (pris à l'armée française en 1940), de quatre tubes de 76,2 GK 307, de mortiers de 50, de pièces de DCA et d'armement léger (mitrailleuses de 20), mais aussi d'un projecteur longue portée dont le faisceau croise celui des projecteurs installés à la pointe de Grave. La pointe de Vallières reçoit également des fortifications, enregistrées sous le code Gi 29 Karlsruhe, afin de compléter la défense de la rade de Royan et la sécurisation de la passe de la Gironde.
Le 7 décembre 1942 a lieu un raid commando britannique visant à couler plusieurs navires de l’Axe mouillants dans le port de Bordeaux à l’aide de mines limpets : l’opération Frankton. Cinq kayaks sont mis à l’eau par le sous-marin HMS Tuna au niveau de Soulac et remontent la Gironde de nuit dans des conditions de navigation particulièrement défavorables (mer agitée et visibilité réduite), passant au large de Royan et de Saint-Georges-de-Didonne sans être repérés par les sentinelles allemandes. Seuls deux kayaks et quatre hommes réussissent finalement à atteindre leur objectif, endommageant sérieusement quatre navires, le Tannenfels, le Dresden, l'Alabama et le Portland. Une stèle rappelant ce haut fait d’armes, dessinée par Éric Picard, a été placée près de la promenade du phare au mois de juillet 1992. 

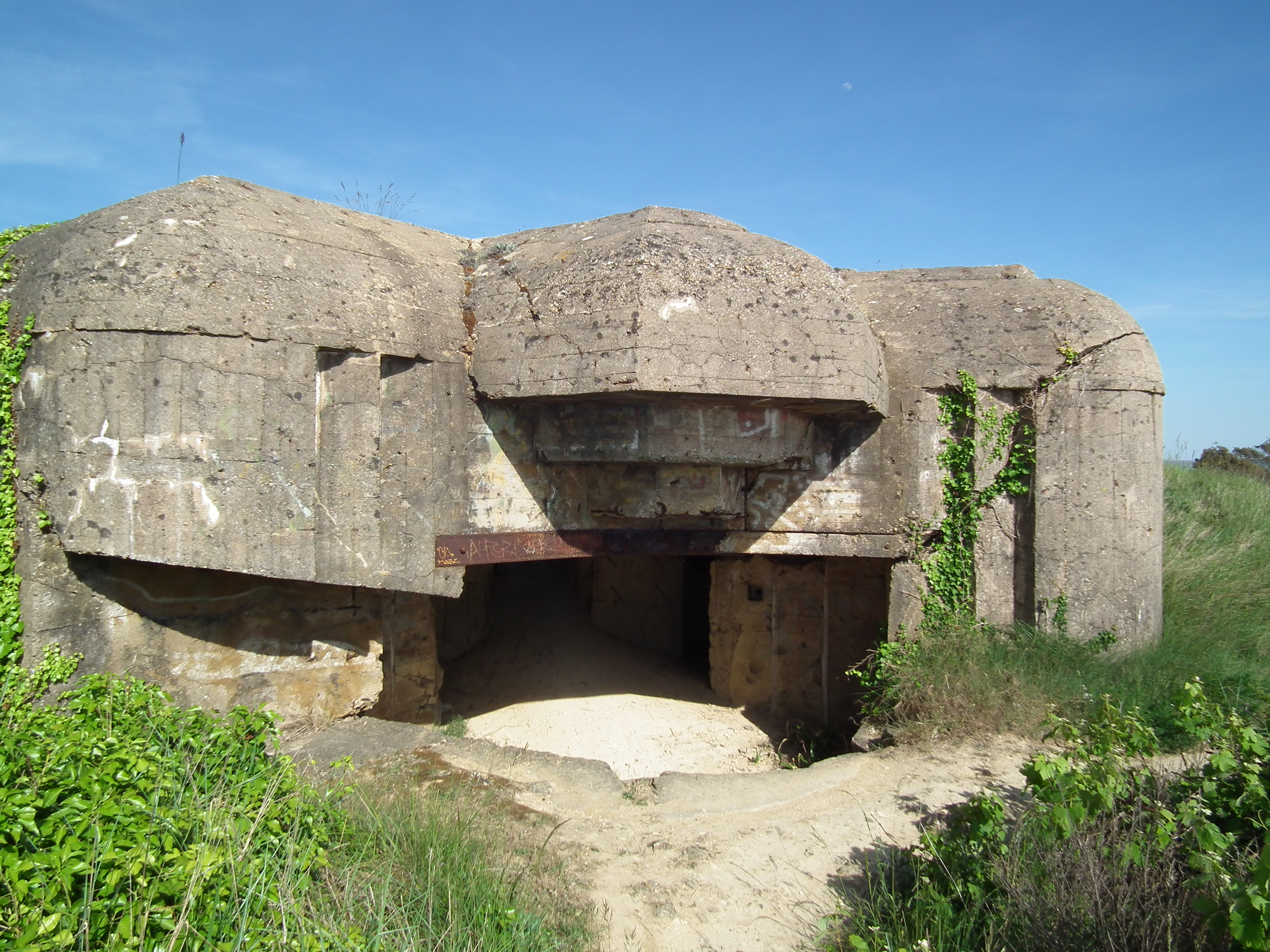
Vestiges du fort de Suzac, intégré au « Mur de l'Atlantique »

En 1944, alors que les alliés ont débarqué en Normandie et que les FFI libèrent progressivement les principales villes du Sud-Ouest pendant l’été, les Allemands reçoivent l’ordre de Hitler de s’enfermer dans des poches de résistance. Saint-Georges-de-Didonne est intégrée dans l’une d’entre-elles, la poche de Royan (Festung Girondemündung Nord). Ceinturée par des champs de mines et des ouvrages fortifiés, elle répond à la poche de la pointe de Grave de l’autre côté de l’estuaire. Le 14 octobre sont créées les Forces françaises de l'Ouest, sous le commandement du général de Larminat, dont l’une des missions est de reprendre Royan. Cependant, la grande offensive prévue pour la fin de l’année (opération « Indépendance ») est repoussée, du fait de la contre-offensive allemande dans les Ardennes. Des raids aériens sont menés le 13 et le 19 décembre, atteignant le fort de Suzac et un dépôt de munitions. Pour autant, rien ne prépare les habitants à la catastrophe qui touche la ville voisine de Royan, anéantie dans un déluge de feu par plus de 2 000 tonnes de bombes au petit matin du 5 janvier 1945. La reconquête de la poche de Royan est repoussée au printemps. Entretemps, des bombardements sporadiques atteignent Saint-Georges, entre la rue de la République, la rue du Coca et la rue du Docteur Larroque, et près de 300 maisons sont détruites et 700 endommagées. Le 15 avril au matin débute l’opération « Vénérable » qui marque le début de la libération de la poche de Royan. 

Le centre de Saint-Georges est pris quelques heures plus tard par une unité du bataillon de marche antillais no 5 (BMA 5) placée sous le commandement du lieutenant-colonel Henri Tourtet. Aux prises avec l’ennemi, ce dernier meurt lors des combats, de même que le capitaine Renaud Manuel, commandant de la 3e compagnie, le lieutenant Philippe Naud, commandant des chars de soutien, le sergent Kléber Casimir, l’adjudant Chanter et les soldats Aubin Duval, Pierre Fidole et Cyrille Sylvestre. Cinq de ces hommes sont enterrés à la nécropole nationale de Rétaud, près de Saintes ; une avenue a été baptisée du nom du lieutenant-colonel Henri Tourtet. Plus au nord, le hameau de Boube, puis le quartier de Didonne sont pris par la cinquième compagnie du bataillon de marche de l’Afrique équatoriale française (bataillon de marche « Oubangui-Chari » ou BM2), placé sous le commandement du lieutenant François Valli. Grièvement blessé lors des combats, de même que son second le capitaine Maurice Bayrou, commandant de la compagnie lourde du BM2, il est remplacé par le lieutenant Jean Mufraggi, qui, après avoir pris la position d’Enlias (actuel quartier Plein été) sous un déluge de feu allemand, conduit la compagnie dans les faubourgs sud de Royan (quartier de Maisonfort). Enfin, le 107ème régiment d’infanterie, héritier des Francs-archers d’Angoumois, rattaché au groupement sud placé sous le commandement du colonel Adeline, remonte depuis Meschers et prend position au Compin et à la pointe de Suzac. Le 17 avril, le contre-amiral Hans Michahelles, Festungskommandant de la Forteresse de Royan, signe la reddition des forces allemandes. Les combats se poursuivent dans le nord de la presqu'île d'Arvert, où les membres du bataillon Tirpitz de la Kriegsmarine se terrent dans leurs blockhaus de la forêt de la Coubre, mais pour Saint-Georges, définitivement libérée, une page se tourne après presque cinq longues années d’occupation. Si la ville n’a pas connu le sort funeste de Royan, qui n’est plus qu’un tas de ruines fumantes, beaucoup de bâtiments ont été détruits ou endommagés. Comme Vaux-sur-Mer et Royan, elle est déclarée « ville sinistrée » le 20 juin et reçoit en 1948 pour ses faits d’armes et son courage dans l’adversité la croix de guerre avec étoile de bronze et citation à l'ordre du régiment, ce dont témoigne une plaque à l’intérieur de l’hôtel de ville. Le texte est le suivant : 
« Petite ville de 2 000 habitants, englobée depuis le début de l'Occupation dans la Poche de Royan, Saint-Georges-de-Didonne a vu trois cents de ses habitations entièrement détruites, sept cents autres gravement endommagées par les bombardements quotidiens, de jour comme de nuit. Sa population restée calme et digne, tant sous la domination de l'ennemi que sous les bombardements, a été en presque totalité évacuée sur l'ordre des Allemands et entièrement pillée. Vingt de ses enfants sont morts pour la France. Signé : Max Lejeune, Secrétaire d'État aux Forces armées. »

## Le Renouveau
Les années 1950 et 1960 sont marquées par une volonté de moderniser la cité, tout en conservant son cachet. La reprise de l’activité touristique explique qu’un des projets portés par la municipalité soit l’aménagement du front de mer, avec la création d’une grande avenue parallèle à la plage (avenue de la Côte de Beauté). Sa partie nord, bordant le Trier et le centre-ville, est aménagée en 1955. Sa partie sud, jusqu’aux roches blanches, l’est dix ans plus tard, bien qu’une portion prévue pour aller jusqu’à Suzac n’ait pas été réalisée et présente donc, aujourd’hui encore, un aspect presque « sauvage ». De nouveaux quartiers sortent de terre au fur et à mesure que la population s’accroît : quartier du Pigeonnier, Plein-Été, Margite. La pointe de Vallières voit se construire quelques grands immeubles, orientés vers la baie de Royan et la plage de la Grande Conche (résidence Océanic) ; de même, l’ancienne villa Mocqueris, en bordure de la conche de Saint-Georges, est dynamitée au profit d’un grand ensemble collectif de six étages (résidence Albatros). Un nouveau temple protestant de style moderne est édifié en marge du centre-ville en 1951 afin de remplacer celui détruit lors des combats. Le groupe scolaire Jean Zay est édifié entre 1954 et 1957 et le stade à partir de 1959. Au début des années 1960, la ville compte deux casinos : le casino de la Pergola, ancien hôtel Paris-Atlantique et à l’emplacement duquel se trouve désormais la résidence Sylvania, et le casino municipal, en bord de mer, où se trouve également une discothèque réputée, le club 61 (du nom de l’année de sa construction) et une galerie marchande. Il reçoit quelques-unes des grandes vedettes de l’époque : Alain Barrière, Dick Rivers, Lucky Blondo ou encore la célèbre chanteuse américaine Nancy Holloway. L’année 1966 est marquée par la création de la discothèque Les Pirates, sur la corniche de Vallières. En 1969, le phare de Vallières est désaffecté : son faisceau lumineux est depuis lors éteint. Il faudra attendre trente ans pour qu’en 1989, il soit ouvert au public, et 2004 pour que la commune devienne propriétaire de son principal symbole.

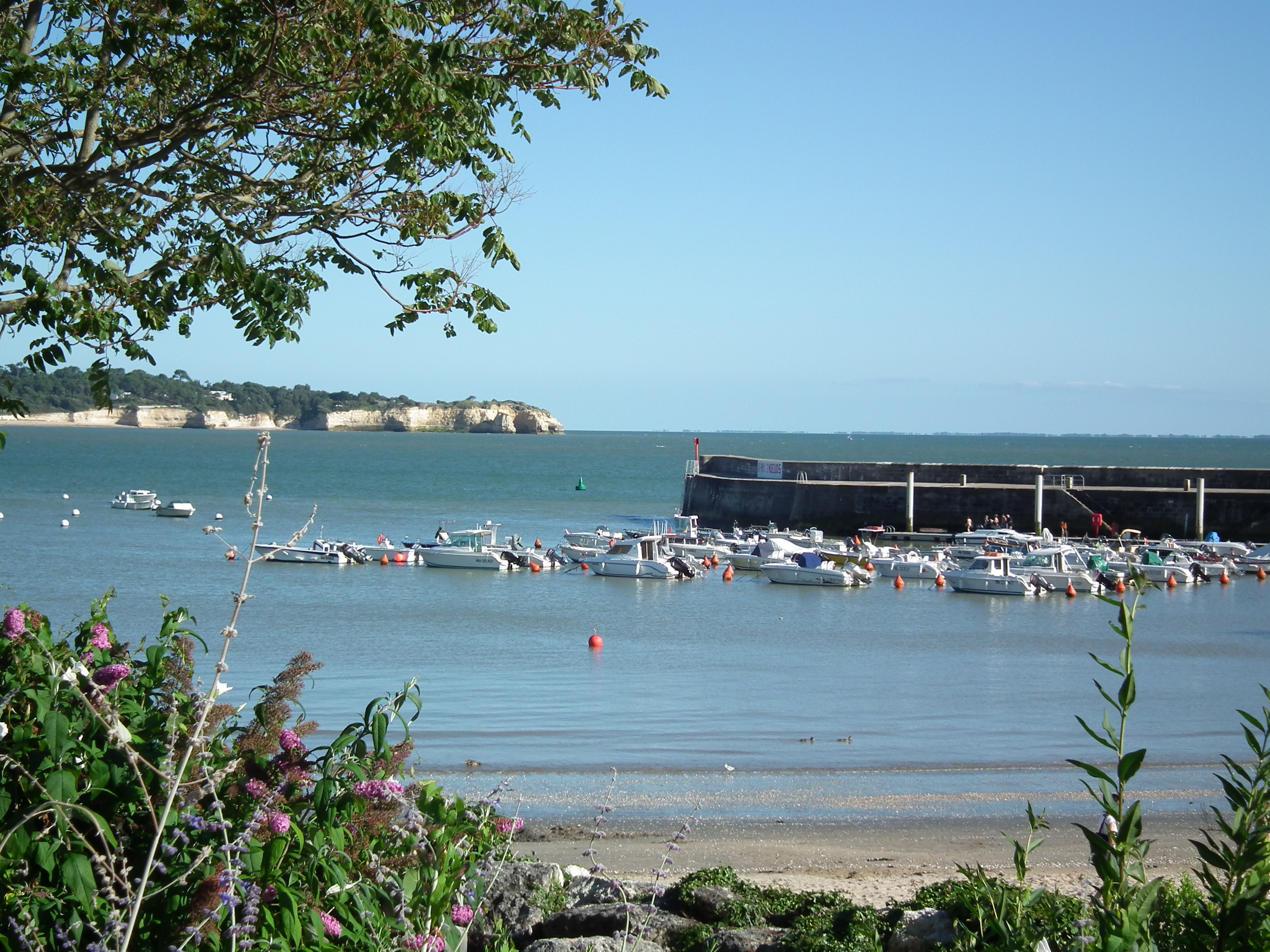
Le port de Saint-Georges-de-Didonne en 2012.

Les années 1970 et 1980 sont marquées par la poursuite du développement de la commune, qui passe la barre des 4 000 habitants entre 1975 et 1982. La pénurie du nombre d’anneaux dans les ports de la région conduit la municipalité à envisager l’agrandissement du port en 1974, mais cette proposition se heurte à des oppositions. Cette question se pose de nouveau dans les années 1980, avec un projet de marina moderne permettant d’accueillir des bateaux de plaisance qui est rejeté par référendum. Devant l’urgence de la situation, c’est finalement le port de Royan qui est sensiblement agrandi, sans répondre toutefois à la forte demande. En 1977, un nouvel hôtel de ville est construit. Cette même année, le boulevard André-Dulin est percé dans la forêt de Suzac, afin de fluidifier l’accès aux plages de Saint-Georges et de Meschers, mais aussi aux nombreux campings et résidences de vacances établies en bordure de l’avenue de Suzac. Le casino municipal est détruit au début des années 1980, et laisse la place en 1985 au relais de la Côte de Beauté, un complexe comprenant un cinéma, une salle de spectacle, les studios d’une radio locale (Fréquence Horizon, aujourd’hui Demoiselle FM), la bibliothèque municipale et une petite galerie marchande en front de mer comprenant des boutiques, un bar, un fast food et des glaciers, mais aussi, à l’arrière du bâtiment, un espace consacré aux jeux d’arcade. La municipalité lance dans la foulée le festival Humour et Eau salée, qui accueille chaque année des humoristes connus ou débutants ainsi que divers spectacles de rues un peu partout en ville.
La commune poursuit son développement et atteint les 5 000 habitants entre 1990 et 1999. Le 19 novembre 1996, alors qu’une violente tempête touche la Côte de Beauté, une tornade F3 frappe une partie de la commune (importants dégâts à l’école de voile, vitres brisées au relais de la Côte de Beauté, diverses toitures arrachées) avant de poursuivre vers Semussac. Les éléments se déchaînent de nouveau au soir du 27 décembre 1999, lorsque la tempête Martin frappe de plein fouet le sud de la Charente-Maritime, avec des vents approchant les 200 km/h, causant de très nombreux dégâts. Baptisée la « tempête du siècle » par les médias, elle n’est pourtant pas la plus violente a toucher la région au cours du XXe siècle, déjà éprouvée à plusieurs reprises (notamment dans la nuit du 8 au 9 janvier 1924, où un raz-de-marée fait suite à une tempête d’une rare violence, causant de terribles dégâts). La cité poursuit en parallèle son positionnement touristique, accueillant chaque année des vedettes telles que Calogero, M Pokora, Hubert-Félix Thiéfaine, Tryo, Cali, Jacques Higelin, Thomas Dutronc ou Renan Luce. La modernisation des infrastructures se poursuit avec la prolongation de la rocade de Royan jusqu’au boulevard Dulin en 2003, facilitant l’accès aux communes riveraines de Royan (de Saint-Georges à Saint-Palais-sur-Mer). La réhabilitation du front de mer, véritable vitrine de la ville, est entamée au début des années 2010, est achevée en 2014 (nouveau mobilier urbain, plantations et pose de gradins en bord de mer.).

## Pour approfondir